# 西布蘭奇鎮區 (密歇根州馬凱特縣)
西布蘭奇鎮區（英語：West Branch Township）是位於美國密歇根州馬凱特縣的一個行政鎮區。

## 地方資料
西布蘭奇鎮區的面積為92.64平方千米，當中陸地面積為91.89平方千米，而水域面積為0.75平方千米。根據2020年美國人口普查的數據，當地共有人口1702人，而人口密度為每平方千米18.37人。